# Viger (Hautes-Pyrénées)
Viger település Franciaországban, Hautes-Pyrénées megyében. Lakosainak száma 143 fő (2022. január 1.). Viger Aspin-en-Lavedan, Agos-Vidalos, Ger, Lugagnan és Ossen községekkel határos.

## Népesség
A település népessége az elmúlt években az alábbi módon változott:
| Lakosok száma | 134  | 133  | 138  | 140  | 142  | 144  | 146  | 144  | 143  |
|               | 2013 | 2015 | 2016 | 2017 | 2018 | 2019 | 2020 | 2021 | 2022 |